# Johnny Kiss/Aiutatemi
Johnny Kiss/Aiutatemi è il 16º singolo discografico di Mina, pubblicato nell'ottobre 1959 dalla casa discografica Italdisc.

## Storia
Mai pubblicate in album ufficiali, le due canzoni sono incluse nelle raccolte Mina rarità del 1989 e su CD Ritratto: I singoli Vol. 1 del 2010. Accompagnamento de I Solitari, che si occupano anche degli arrangiamenti.

## Copertina
Ha due diverse copertine fotografiche: ufficiale e il suo retro (vedi infobox), alternativa uguale per i due lati.

## Tracce
Lato A
1. Johnny Kiss – 2:53 (testo: Dante Panzuti – musica: Luigi Gelmini; edizioni musicali Accordo)

Lato B
1. Aiutatemi – 2:41 (testo: Aldo Locatelli – musica: Giuseppe 'Fanciulli'[4]; edizioni musicali Accordo)